# Ductape
Ductape ist eine im Jahr 2019 in Istanbul (Türkei) gegründete Post-Punk- und Dark-Wave-Band. Seit 2023 lebt das Duo in der türkischen Hauptstadt Ankara. Ihr musikalisches Debüt hatten Ductape mit der 2020 veröffentlichten EP Little Monsters. Die Band schreibt sowohl englische als auch türkische Songtexte.

## Geschichte
Ductape wurde 2019 in Istanbul von dem Paar Çağla Bora Güleray (* 5. April 1989) und Furkan Güleray (* 22. Oktober 1986) ins Leben gerufen. 2020 veröffentlichten Ductape auf Tamar Records ihre Debüt-EP Little Monsters. Die darauf enthaltenen drei Stücke haben Wurzeln im Post-Punk. Laut Çağla war die EP das Produkt einer intensiven und schnellen Phase im Leben der beiden. Die Songtexte der EP sind ausschließlich auf Englisch. Während der COVID-19-Pandemie verlangsamte sich das Leben der beiden Musiker. Im November 2020 veröffentlichten Ductape Wooden Girl als Vorab-Single zum geplanten ersten Album; der Text setzt sich kritisch mit den Themen häusliche Gewalt und Femizid auseinander.
Im Januar 2021 erschien auf dem Label Swiss Dark Nights das erste reguläre Album Labirent. Das Werk ist noch vom Post-Punk geprägt, enthält aber auch deutliche Dark-Wave-Elemente. Die Melodien sind ruhiger als auf Little Monsters. Die Texte sind introvertierter als noch auf der Debüt-EP. Labirent enthält neben englischen erstmals auch türkische Songtexte. Ob ein Song in Englisch oder Türkisch geschrieben wird, richtet sich laut Çağla allein danach, wie sich der Song anfühlt und welche Worte ihr zuerst einfallen. Im Mai 2021 veröffentlichten Ductape das Album Live At Radyo Modyan mit Aufnahmen einer Live-Session bei dem lokalen türkischen Radiosender Modyan. Im Herbst 2021 schloss sich mit Araf eine weitere EP an. Araf ist das türkische Wort für das Fegefeuer. Neben zwei neuen Stücken, darunter die Single Sevmiyor, enthält das Werk Remixe von Hapax, Delphine Coma und N.L.P. Anfang 2022 erschien dann das zweite reguläre Album Ruh. Das türkische Wort Ruh bedeutet so viel wie „innerer Geist“.
Nach Erscheinen von Ruh zogen Ductape im Jahr 2023 von Istanbul nach Ankara um, in die Geburtsstadt von Furkan. Dort wurden die Arbeiten an ihrem dritten Album beendet. Noch vor dem Erscheinen der ersten Single aus dem kommenden Album veröffentlichten Ductape im Juni 2023 mit Marian ein Cover der Band The Sisters of Mercy.
Im Oktober 2023 erschien dann mit Red Scar die erste Single des folgenden Albums Echo Drama. Der Song ist in einer Szene des Films Barda 2, der im November 2024 seine Kinopremiere hatte, zu hören. Im November 2023 folgte mit Veil Of Lies die zweite Vorab-Single. Zusammen mit der dritten Vorab-Single Anafor veröffentlichten Ductape Anfang Februar 2024 die EP Echo Drama Singles. Das dritte Album Echo Drama erschien am 29. Februar 2024. Echo Drama in dieser ursprünglichen ersten Version vereint fünf englisch- und drei türkischsprachige Songs. Das Album wurde in der Mai/Juni-Ausgabe 2024 des deutschen Magazins Orkus Album des Monats Mai.

„Mit berührend dunklem Wohlklang ist 'Echo Drama' prädestiniert für die 'Repeat'-Taste!“

Das Magazin widmete dem Duo außerdem einen Artikel in der Ausgabe. Auch das Magazin Sonic Seducer hatte in seiner Ausgabe Juli/August 2024 das Album anerkennend besprochen und die Musiker zum Interview.

„Aber anzuerkennen, dass es sich bei 'Echo Drama' um den bislang und in jeglicher Hinsicht beeindruckendsten Output von Ductape handelt, fällt nun einmal überhaupt nicht schwer.“

Ebenso wurde das Album vom Webzine post-punk.com rezensiert. Im November 2024 erschien in Zusammenarbeit mit She Past Away die Single Ölüm Günüm (auf Deutsch: Todestag). Zeitgleich veröffentlichten Ductape ein Video zu dem Song. Eine Besonderheit zu diesem Werk ist, dass Fans aus aller Welt mit kurzen Homevideos zu Protagonisten der Video-Ankündigung geworden sind.
Anfang Januar 2025 erschien mit Blue Black eine weitere Single, mit der Ductape die verstärkte Hinwendung zum Dark-Wave weiter verfestigen. Zeitgleich wurde das dazugehörige Video veröffentlicht.
Bereits Anfang Februar 2025 veröffentlichten Ductape ihre nächste Single Fade Away nebst dazugehörigem Video. In diesem temporeichen Song dominieren wieder Bass und Gitarre den Gesamteindruck; Ductape erinnern damit einmal mehr an ihre Post-Punk-Wurzeln. Anfang März 2025 wurde das Album Echo Drama als Deluxe-Version neu veröffentlicht. Das Album enthält nunmehr auch die beiden Singles Blue Black und Fade Away. Außerdem wurden die Songs neu zusammengestellt. Neben der digitalen Version wurden zwei limitierte Vinyl- sowie zwei limitierte CD-Versionen aufgelegt.

## Live

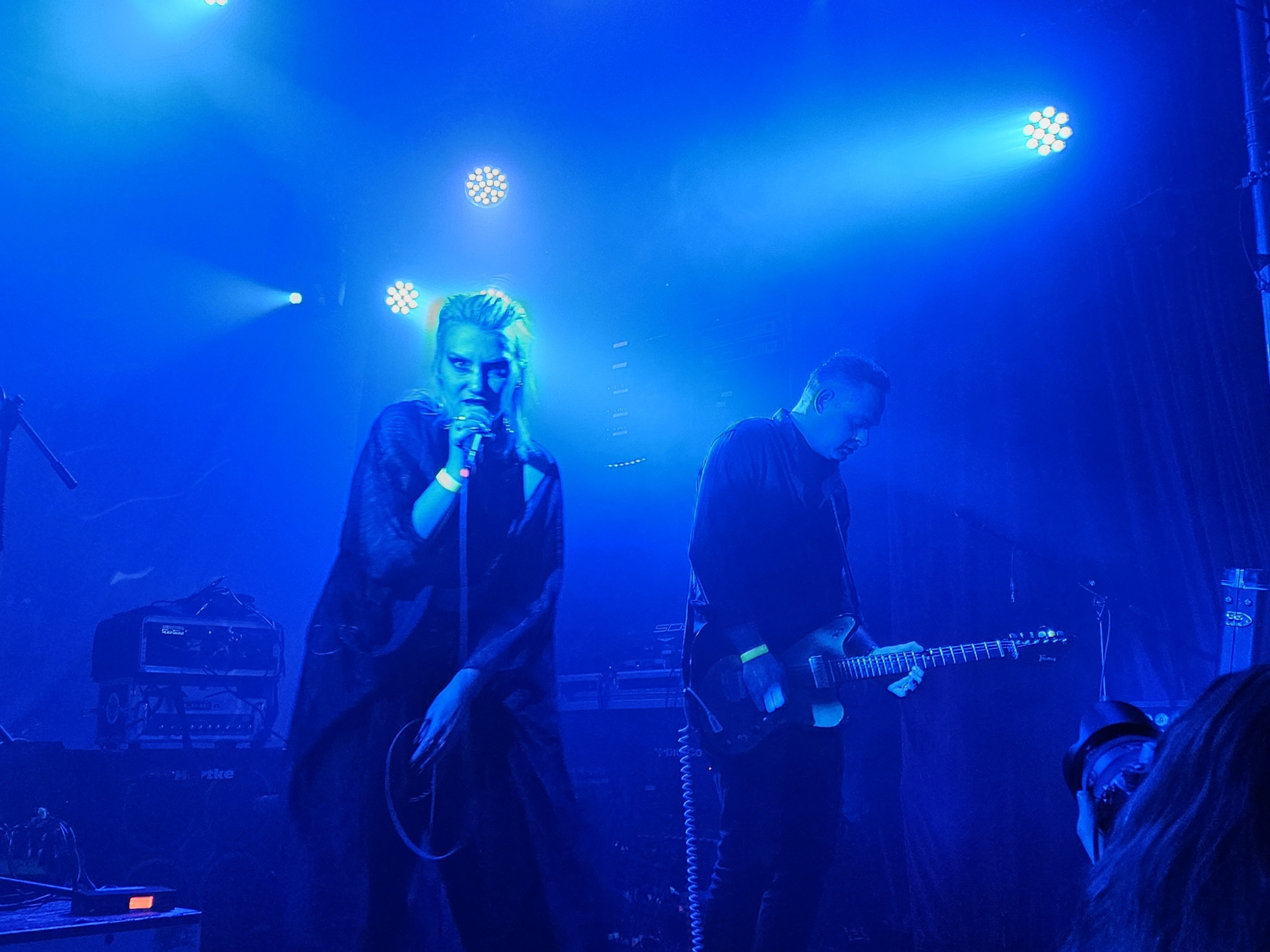
Ductape live in Berlin

Für das Duo nährt sich die Präsenz von Ductape auf ihren Konzerten.

„Erst auf der Bühne zeigen Songs ihr wahres Leben. Nur dort finden sie wahrhaftig statt. Und entsprechend gilt dies auch für uns.“

Von Beginn ihrer Karriere an haben sie deshalb nach Abklingen der Corona-Pandemie die Bühnen und das Live-Publikum gesucht. Seit 2021 haben sie auf zahlreichen türkischen und europäischen Bühnen gestanden. Im November 2021 waren sie erstmals in Mexiko auf Tour, wo auch das Video zum Song Gregor vom Album Ruh gedreht wurde. In den folgenden Jahren 2022 und 2023 waren Ductape in weiteren Ländern Lateinamerikas unterwegs - inklusive einer weiteren Mexiko-Tour Anfang 2023. Während ihrer Südamerika-Tour im Herbst 2023 entstand im The Madame Satã Club (São Paulo, Brasilien) das Video zu Veil of Lies vom Album Echo Drama. Ductape spielten zudem seit 2021 auf diversen internationalen Festivals. So traten die beiden Musiker 2025 erstmals auf dem Szene-Festival Amphi in Köln auf. Im November 2023 war die Band zum ersten Mal in Deutschland auf Tour - als Support von She Past Away, die sie im Frühjahr 2025 im Rahmen ihrer ausgedehnten 2024er/2025er Echo-Drama-Tour erneut auf einigen Deutschland-Konzerten begleiteten. Im Mai 2025 unterstützten Ductape die Band IAMX auf deren Europa-Tournee.

## Stil
Das Duo vereint die Genres Post-Punk, Dark Wave und Gothic Rock in ihren Werken. Çağla sieht sich dabei eher als die Dark-Wave-Seite des Duos, während Furkan die Post-Punk-Seite verkörpert. Eine klare Aufgabendefinition innerhalb der Band gibt es nach eigenem Bekunden aber nicht. 

„Da wir ja ohnehin nahezu alle mit
Ductape verbundenen Aufgaben in den eigenen Händen halten, können wir völlig frei und dennoch sehr gezielt unsere jeweiligen Stärken einbringen.“

Kennengelernt hat sich das Duo bereits 2014. Während Çağla sich zunächst der Malerei widmete, spielte Furkan bereits vor der Gründung von Ductape in verschiedenen türkischen Bands aus dem Post-Punk-Spektrum.
Ductape selbst nennen zahlreiche türkische und internationale Post-Punk- und Darkwave-Bands als Inspirationsquellen für ihre Musik. Namentlich benannt wurde Art Diktator, She Past Away, Elz and the Cult, Apartmanlar, Jakuzi, Merry's Funeral, Public Image Limited, Sonic Youth, The Birthday Party, DNA, Siouxsie and the Banshees, Bauhaus, Gang of Four, Cocteau Twins, Joy Division, Pink Turns Blue, Diary of Dreams, Rendez-Vous, Soviet Soviet, Second Still, Ritual Howls, Whispering Sons, Buzz Kull.

## Diskografie
Alben
- 2021: Labirent (Digital + CD)
- 2022: Ruh (Digital + CD + Vinyl)
- 2024: Echo Drama (Digital + CD + Vinyl)
- 2025: Echo Drama Deluxe (Digital + CD + Vinyl)

Singles
- 2020: Wooden Girl (Digital)
- 2021: Sevmiyor (Digital)
- 2023: Red Scar (Digital)
- 2023: Veil of Lies (Digital)
- 2024: Anafor (Digital)
- 2024: Ölüm Günüm feat. She Past Away (Digital)
- 2025: Blue Black (Digital)
- 2025: Fade Away (Digital)

EPs und Sonstiges
- 2020: Little Monsters (Debüt-EP, Digital)
- 2021: Live at Radyo Modyan (Live-Album, Digital + CD)
- 2021: Araf (Remix-EP, Digital + CD)
- 2023: Marian (The Sisters of Mercy Cover, Digital)
- 2024: Echo Drama Singles (Digital + CD)

Kollaborationen (Auszug)
- 2022: Kara büyü – Chemical Waves (feat. Ductape)
- 2022: Nobody Sees Us – Terminal Serious (feat. Ductape)
- 2023: Perfection – The Eternal Decay Cover
- 2023: Golden Apes – Golden Apes Cover
- 2024: Unter Menschen – Wisborg (feat. Je T'aime) Remix

## Musikvideos (offiziell)
- 2020: Neurotic Passion
- 2020: Unleash Your Madness
- 2020: Wooden Girl
- 2021: Hata
- 2021: Rain
- 2021: Sevmiyor
- 2021: Sevmiyor (Hapax Remix)
- 2021: Fire
- 2022: Never
- 2022: Kesik ft. Brek (Live at Karga in Istanbul 04.02.2022)
- 2022: Fire (Live at Karga in Istanbul 04.02.2022)
- 2022: Gregor
- 2022: Never (Live at IF Performance Hall Besiktas in Istanbul 30.11.2022)
- 2022: Sinners (Live at IF Performance Hall Besiktas in Istanbul 30.11.2022)
- 2023: Sinners
- 2023: Red Scar
- 2023: Veil Of Lies
- 2024: Anafor
- 2024: Closer (Live at Blind in Istanbul 17.02.2024)
- 2024: The Unknown (Live at Blind in Istanbul 17.02.2024)
- 2024: Red Scar (Live at Blind in Istanbul 17.02.2024)
- 2024: Ölüm Günüm
- 2025: Blue Black
- 2025: Fade Away
- 2025: The Unknown